# Letkajenkka
Letkajenkka (inne formy pisowni: Letkaienka, Letka-Enka, inne spotykane nazwy: Letkis, Letkiss; także Let's kiss) – taniec towarzyski pochodzenia fińskiego, w metrum 4/4,
popularny w Europie w latach sześćdziesiątych XX w. Błędnie nazywany np. „Let’s kiss”.